# Praxídice (satélite)
Praxídice (en griego Πραξιδίκη) o Jupiter XXVII es un satélite irregular y retrógrado de Júpiter. Fue descubierto por un grupo de astrónomos de la Universidad de Hawái liderado por Scott S. Sheppard en 2000, y se le dio provisionalmente el nombre de S/2000 J 7.
Praxídice orbita alrededor del gigante gaseoso a una distancia media de 20,824 millones de km en 613,904 días, con una inclinación de 144° respecto de la eclíptica (143° del ecuador de Júpiter), en un movimiento retrógrado y con una excentricidad de 0,1840.
Recibió su nombre definitivo de Praxídice en agosto de 2002 en honor de la deidad griega Praxídice.
Praxídice pertenece al grupo de Ananké, un grupo de satélites que se piensa que son asteroides capturados gravitacionalmente por Júpiter.

Con un radio estimado de 7 km es el segundo miembro más grande del grupo de Ananké después de la propia Ananké (luna) (asumiendo que tiene un albedo de 0,04).

Tiene un color grisáceo, típico de los asteroides de tipo C.